# 朱莉娅·拉特克利夫
朱莉娅·拉特克利夫（英語：Julia Ratcliffe，1993年7月14日—），新西兰女子田径运动员。她曾代表新西兰参加2014年、2018年和2022年英联邦运动会田径比赛，获得一枚金牌和二枚银牌。